# راسيل ماير (لاعب بولينغ)
راسيل ماير (بالإنجليزية: Russell Meyer) هو لاعب بولينغ نيوزيلندي، ولد في 1 مايو 1972.

## روابط خارجية
- راسيل ماير على موقع اللجنة الأولمبية النيوزيلندية (الإنجليزية)